# Pianomania
Pianomania är en tysk-österrikisk dokumentärfilm av Lilian Franck och Robert Cibis. Filmen handlar om Stefan Knüpfer, en virtuos pianostämmare från pianoföretaget Steinway & Sons, och hans arbete med pianister som Lang Lang, Alfred Brendel och Pierre-Laurent Aimard.

## Synopsis
Samarbetet mellan Pierre-Laurent Aimard och Stefan Knüpfer är det centrala i handlingen. Filmen börjar ett år innan Aimard ska spela in Bachs Die Kunst der Fuge. Aimard har bestämt sig för att spela på en viss konsertflygel till inspelningen, men av ödets ironi säljs den till Australien bara några månader senare, och det är inte det sista hindret i deras väg.
En dag dyker en sömnig figur i jeans och sneakers upp. Det är den kinesiske stjärnpianisten Lang Lang som ska göra ett gästframträdande i Wiens konserthall. Han är fortfarande i jetlag då han måste välja vilket piano han vill spela. Han ber om en tung pianopall som ska kunna stå stadigt trots hans extroverta spelstil. Han slutför spelningen i mörk kostym och ett vilt hårsvall. Pallen håller – och han mottar publikens jubel.
Komediduon Igudesman & Joo gör parodi på elitmusikvärlden. Tillsammans med Knüpfer kommer de på nya sketcher till sin nästa show.
Alfred Brendel håller sin sista konsert på Grafenegg Festival. Knüpfer förbereder pianot åt honom under humoristiska direktiv från Brendel.

## Tekniska aspekter
Korresponderande med protagonistens svåra strävan efter det perfekta ljudet, har mycket jobb lagts ner på ljudinspelningen till filmen i sig. Filmen är inspelad i Dolby Surround och på upp till 90 separata ljudspår.

## Nomineringar och priser
- Lola, German Oscar, kategori Bästa ljud (Deutscher Filmpreis)
- Golden Gate Award för bästa dokumentärfilm (San Francisco International Film Festival)
- Tittarnas pris för bästa dokumentär (International Filmweekend Würzburg)
- 'Ludia', första pris (Cinema Festival i Lünen)
- Bäst redigering (Diagonale)[2]
- Bästa film, 'Week of the Critic' (Internationella filmfestivalen i Locarno)
- Nominerad till European Film Prize (Europeiska filmakademin)
- Nominerad till Austrian Film Prize
- Rankad som 'Högt Rekommenderad' av The Film Evaluation Committee i Wiesbaden.
- Ärofull Omnämning (EURODOK film festival, Oslo)

## Musik i filmen
- Robert Schumann - Fantasie Opus 17 (Lang Lang)
- Ludwig van Beethoven - Sonate Opus 110 (Alfred Brendel)
- Wolfgang Amadeus Mozart - Sonate KV 333 (Lang Lang)
- Johann Sebastian Bach - Kunst der Fuge (Die Kunst der Fuge) (Pierre-Laurent Aimard)
- Ludwig van Beethoven - Concert for piano, N° 3, Opus 37 (Till Fellner)
- Maurice Ravel - Ondine, Gaspard de la Nuit (Till Fellner)
- Franz Liszt - "Ungarische Rhapsodie" (cf. Hungarian Rhapsodies) (Lang Lang)
- Frederic Chopin - Prelude Opus 45
- Robert Schumann - Dichterliebe (Julius Drake - Ian Bostridge)
- Johannes Brahms - Sommerabend (Julius Drake - Ian Bostridge)
- Franz Schubert - Impromptus Opus 142 nr. 1 (Alfred Brendel)
- Ludwig van Beethoven - Für Elise et alii (Sketch Richard Hyung-ki Joo and Aleksey Igudesman)
- Erik Satie - Gymnopedie (Richard Hyung-ki Joo)
- Elliott Carter - Cartenaire (Pierre-Laurent Aimard)